# Colin Figures
Colin Figures, (Birmingham, 1er juillet 1925 - Esher, 8 décembre 2006) est entré au MI6 en 1951, et y a fait toute sa carrière :
- en poste en Allemagne de 1953 à 1956 ;
- en poste à Amman, Jordanie, de 1956 à 1958 ;
- Chef de station à Varsovie de 1959 à 1962 ;
- Chef de station à Vienne de 1966 à 1969 ;
- Chef de la section Irlande à partir de 1973 ;
- Chef-adjoint du SIS lors du conflit des Malouines ;
- Chef du SIS de 1982 à 1985.

## Distinctions
- Chevalier commandeur de l'Ordre de Saint-Michel et Saint-Georges
- Officier de l'Ordre de l'Empire britannique